# Гаузен (Мільтенберг)
Гаузен (нім. Hausen) — громада в Німеччині, розташована в землі Баварія. Підпорядковується адміністративному округу Нижня Франконія. Входить до складу району Мільтенберг. Складова частина об'єднання громад Кляйнвальштадт.
Площа — 8,06 км2. Населення становить 1857 ос. (станом на 31 грудня 2020).

## Галерея

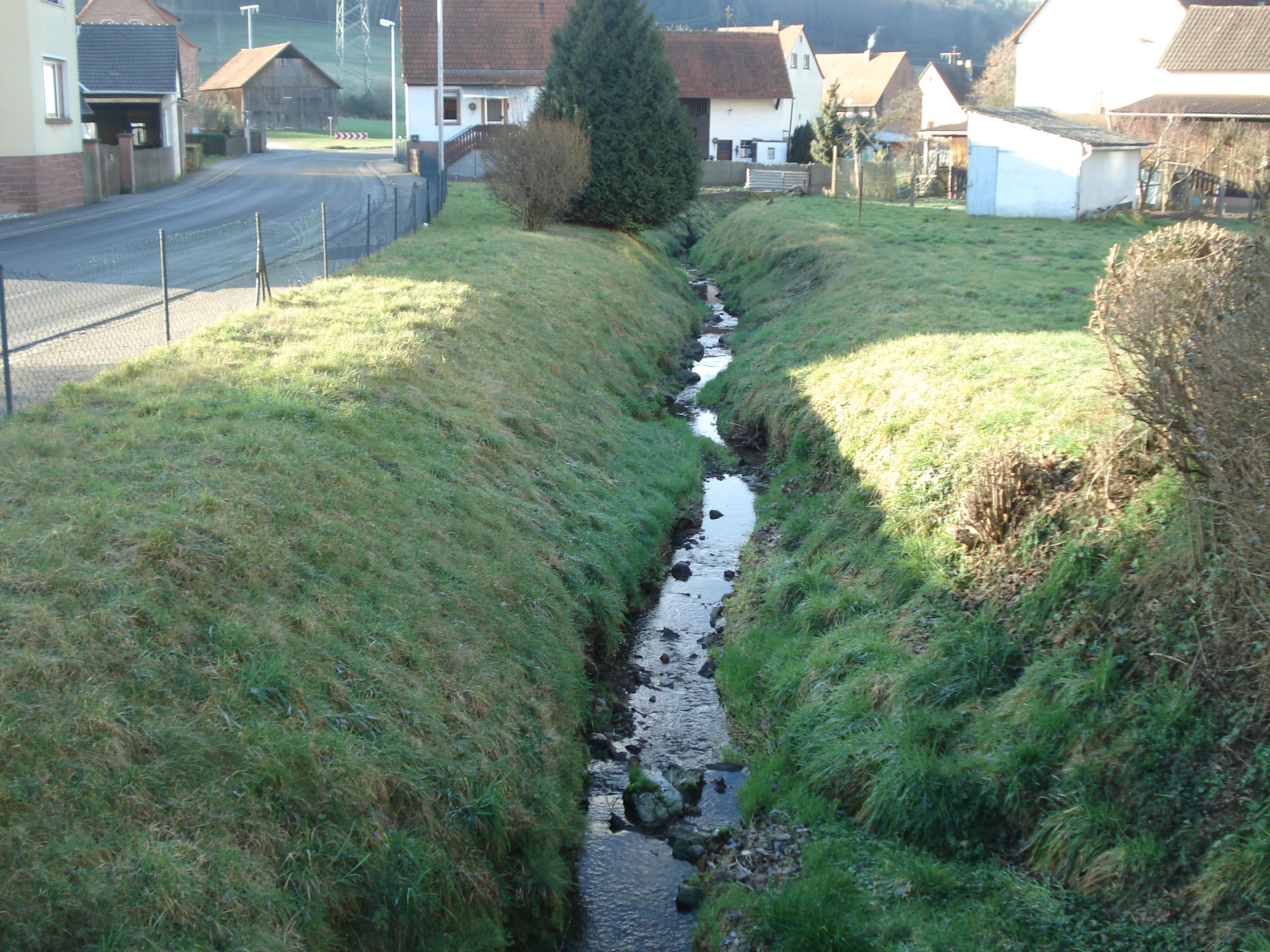